# 许为钢
许为钢（1958年—），山东莱芜人，汉族，中华人民共和国政治人物、第十二届全国人民代表大会河南地区代表。
毕业于南京农业大学作物遗传育种专业。2008年起担任全国人大代表。2013年，担任河南省农业科学院小麦研究所所长。2018年2月24日，当选为第十三届全国人大代表。